# Panzerzug Śmiały
Der Panzerzug Śmiały (deutsch: Kühn oder Mutig) war einer der ersten improvisierten polnischen Panzerzüge aus der Zeit des Polnisch-Ukrainischen Krieges von 1918 bis 1919 und wurde noch im Zweiten Weltkrieg eingesetzt.

## Geschichte
Nach dem Ende des Ersten Weltkrieges im November 1918 wurde auf dem Bahnhof Prokocim bei Krakau ein unbeschädigter moderner Panzerzug der k.u.k. Armee übernommen. Dieser bestand aus zwei Frontartilleriewagen, zwei Infanteriewagen und einem Kommandowagen. Aus diesem Zug wurden zwei neue Panzerzüge gebildet: zum einen der Panzerzug (polnisch: Pociąg pancerny) P.P. Nr. 1 Piłsudczyk und zum anderen der P.P. Nr. 2 „Śmiały“.

## Technische Daten

### Lokomotive
Die erste verwendete Lokomotive war eine Dampflokomotive vom Typ kkStB 97 (Lokomotivnummer: 97.254). Diese wurde 1910 bei der Lokomotivfabrik Krauss & Comp. Linz mit der Werksnummer KrLi 6322/1910 hergestellt. Nach dem Ersten Weltkrieg wurde diese Lokomotive an das polnische Verkehrsministerium übergeben. Nachdem die polnische Eisenbahngesellschaft PKP das Schienennetz übernommen hatte, wurde die Lokomotive umbenannt in PKP TKh12-12.

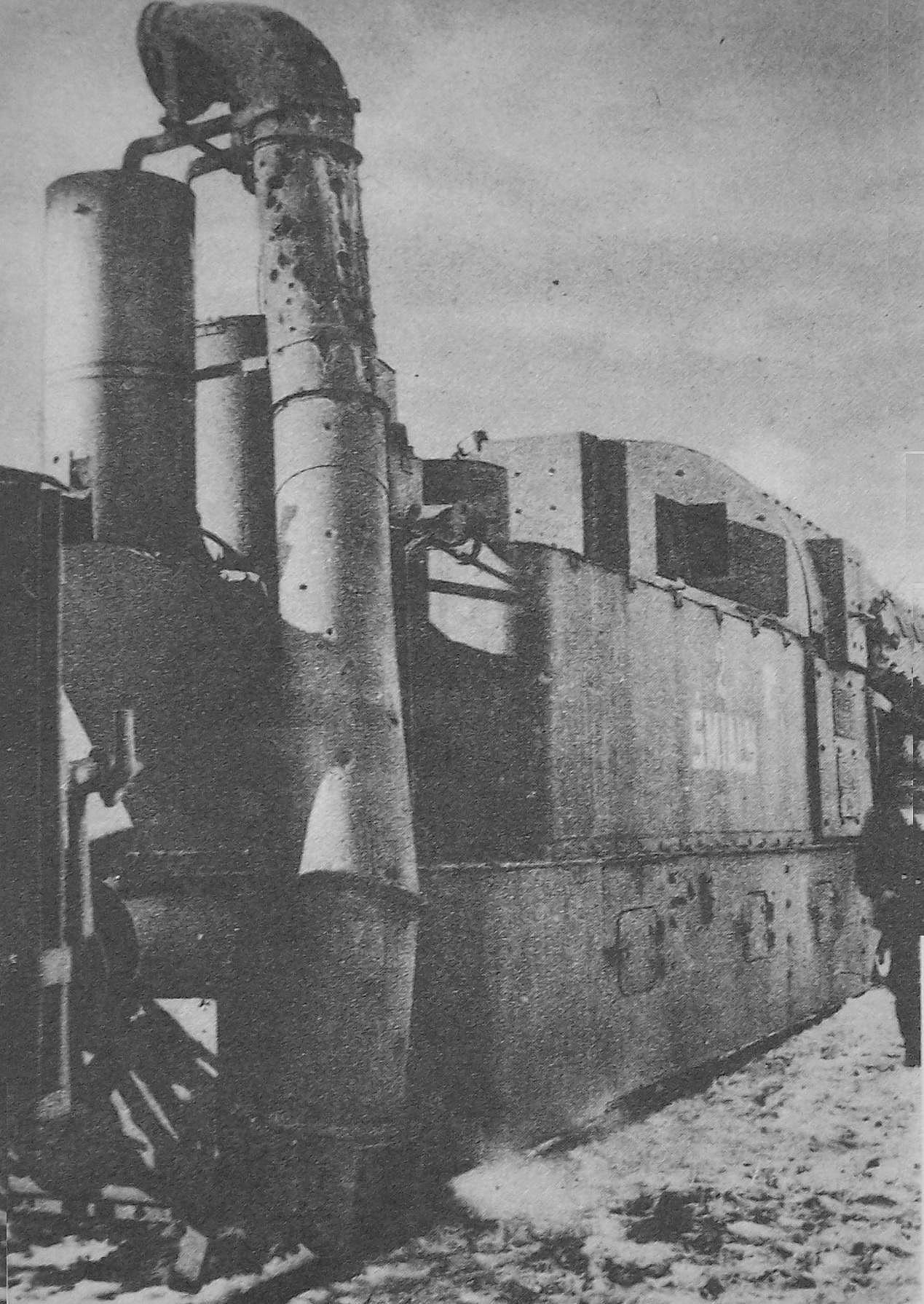
Die kkStB 229.49 des Panzerzuges „Śmiały“ Ende 1919.

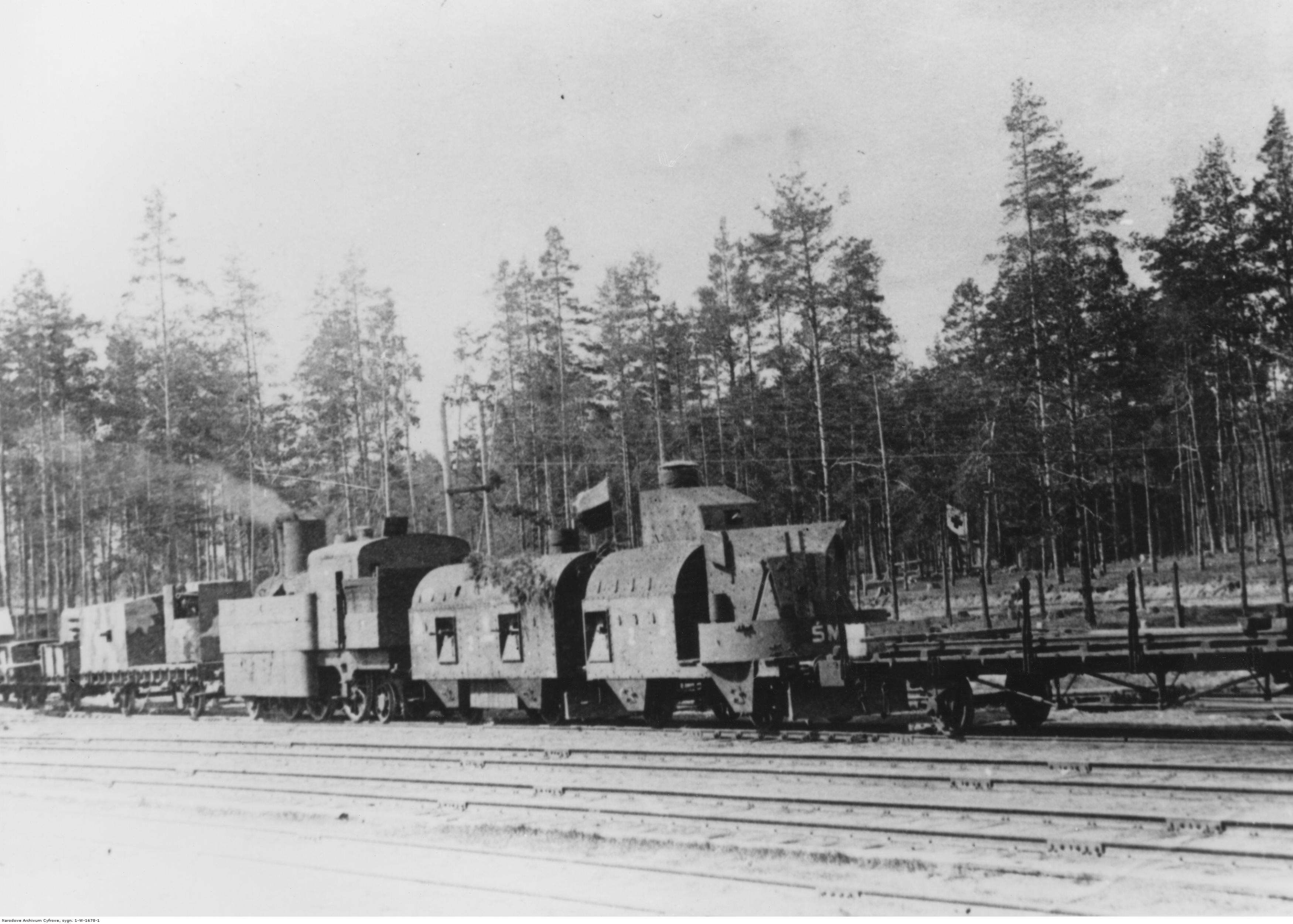
Der Panzerzug „Śmiały“ im Jahr 1920.

Eine zweite Lokomotive ersetzte ab November 1919 die alte kkStB 97. Die neue Lokomotive war eine stärkere Dampflokomotive vom Typ kkStB 229 (Lokomotivnummer: 229.49), welche ebenfalls nach dem Ersten Weltkrieg übergeben wurde. Diese wurde 1907 bei der Lokomotivfabrik Floridsdorf mit der Werksnummer 1685/1907 hergestellt. Nach der polnischen Übernahme wurde die Bezeichnung auf PKP OKl12-10 umgeändert.

### Maschinengewehrwagen
Einer der ersten verwendeten Maschinengewehrwagen des Panzerzug Śmiały kam vom ehemaligen österreich-ungarischen Panzerzug I.. Dieser besaß nur zwei 8-mm-Maschinengewehre 07/12, je eins auf jeder Seite. Diese konnten jedoch variabel eingesetzt werden, je nachdem auf welcher Seite mehr Feuerkraft benötigt wurde. Zusätzlich war es möglich, eines an der Rückseite anzubringen um den rückwärtigen Raum abzudecken. Auch hier gab es zur Flugabwehr ein Dreibeingestell in der Mitte des Wagens.

## Einsatz

### Polnisch-Ukrainischer Krieg
Am 19. September 1918 übernahm Leutnant Stanisław Małagowski das Kommando über den Panzerzug Śmiały und kurz darauf fand der erste Kampfeinsatz während des Polnisch-Ukrainischen Krieges bei Przemyśl statt. Weiterhin wurde er bei Kampfhandlungen bei Nyschankowytschi, Milatin und Kamienobród eingesetzt. Am 26. November 1918 kehrte der Zug nach Lwòw zurück und wurde offiziell Śmiały genannt.
Am 11. Dezember 1918 wurde die 1. Feldkompanie des Krakauer Akademikerbataillons dem Zugkommandanten taktisch als Angriffskompanie unterstellt. Der Kommandeur dieser Kompanie war Leutnant Radecki. Die Kommandeure der einzelnen Züge waren die Oberleutnante Stefan Buczma, Zygmunt Blumski und Stachowicz. Die Kompanie zählte insgesamt 110 Mann und verfügte über zwei Maschinengewehre.

### Polnisch-Sowjetischer Krieg
Mehrere Monate später, am 12. April 1919 verließ der Panzerzug Warschau in Richtung der litauisch-weißrussischen Front. Am 8. Mai 1919 wurde ein Teil der Besatzung zum Panzerzug P.P. 19 Śmiały-szeroki verlegt, mit Leutnant Biega als neuem Kommandanten (bis Juli 1919). Am 25. Juli wurde der Kommandant und Leutnant Stanisław Małagowski während eines abgesessenen Gefechts gegen sowjetische Truppen getötet. Beim Rückzug der polnischen Armee aus der Ukraine und Weißrussland im Sommer 1920 gingen während der achtwöchigen Kämpfe 12 der 22 Panzerzüge, über die Polen zu diesem Zeitpunkt verfügte, verloren. Infolge eines heftigen Artilleriebeschusses wurden alle Geschütze des Śmiały beschädigt und der Panzerzug musste zur Reparatur abgezogen werden. Im September 1920 wurde der Panzerzug zurück an die Front geschickt und bis zum Ende des Krieges in den Gebieten des heutigen Weißrusslands eingesetzt.

### Zwischenkriegszeit
Ab 1928 war der Panzerzug bei der 2. Panzerzugstaffel in Niepołomice eingesetzt. Hier wurde der Panzerzug mit neuen Wagen ausgerüstet und modernisiert. Danach verfügte der Panzerzug zum 31. August 1939 über zwei 10 cm Haubitzen Modell vz. 14/19 von Škoda.

### Zweiter Weltkrieg

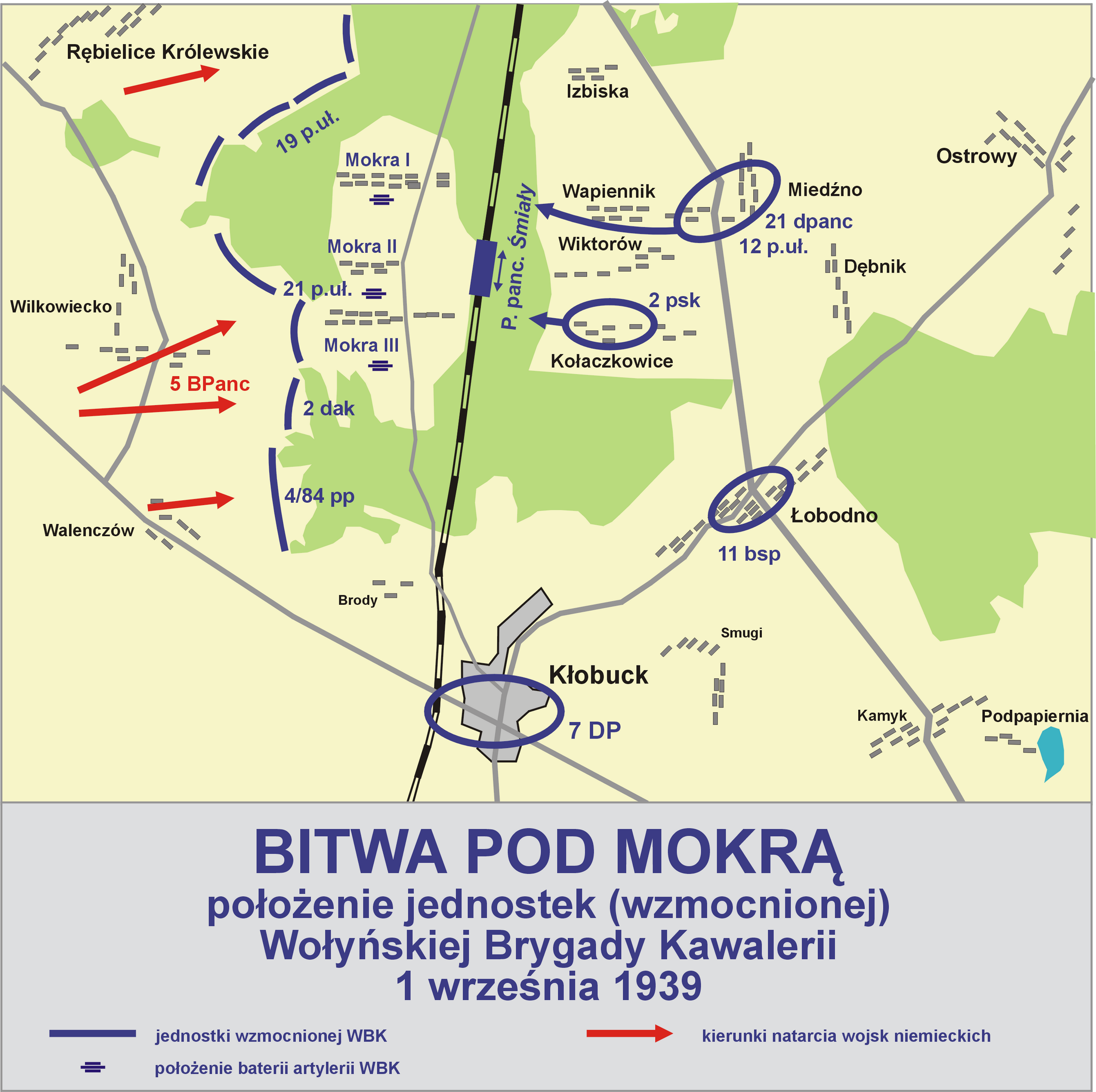
Einsatz des Panzerzuges Śmiały während der Schlacht um Mokra.

Aufgrund des immer aggressiveren Auftretens Deutschlands gegenüber Polen wurde der Panzerzug Śmiały am 27. August 1939 mobilisiert und der Kavalleriebrigade Wołyńska der Armee Łódź zugeteilt. Dort patrouillierte der Panzerzug bis zum Ausbruch des Krieges am 1. September 1939 auf der Eisenbahnlinie Brzeźnica nad Wartą – Chorzew Siemkowice – Działoszyn – Kłobuck.
In der Nacht vom 31. August auf den 1. September 1939 war der Panzerzug auf dem Weg nach Siemkowice und traf dort um 5 Uhr früh ein. Kurz nach dem Eintreffen wurde der Zug nach Rudniki in der Gemeinde Rędziny beordert und dort stationiert. Um 9 Uhr setzte sich der Zug in Bewegung und erhielt unterwegs den Befehl die Linie Kłobuck – Miedźno zu patrouillieren. Während der Schlacht von Mokra unterstützte der Panzerzug die 4. Schwadron des 21. Weichsel-Ulanen-Regiments und half bei der Abwehr der Angriffe der deutschen 4. Panzerdivision. Danach wurde der Zug nach Działoszyn zurückgezogen und mit der Patrouille auf der Strecke von Działoszyn nach Miedźno beauftragt. Hierbei kam es zu einem weiteren Gefecht mit deutschen Panzern, die erfolgreich abgewehrt werden konnten. Es wurden dabei mehrere deutsche Panzer ausgeschaltet.
Zwischen Rębielice Królewskie und Izbiska traf der Zug auf eine deutsche Kolonne des Schützenregiments 12, die sich auf einen Angriff vorbereiteten. Die Besatzung des Panzerzuges begann umgehend mit den Kampfhandlungen und verursachte beim Schützenregiment erhebliche Verluste. Dennoch musste sich der Panzerzug nach mehreren Treffern (beschädigter 75-mm-Turm, Feuer auf der Munitionsplattform) erst nach Miedzno und dann nach Działoszyn zurückziehen. Auch die deutschen Truppen mussten sich aufgrund der hohen Verluste zurückziehen.
Am 2. September deckte der Zug den linken Flügel einer Brigade ab. Als jedoch Teile der 1. Panzerdivision in der Nähe von Czarny Las und Wola Kiedrzyńska den Zug unter Beschuss nahmen, musste dieser sich zurückziehen. Einen Kampf mit einer schweren Artillerieabteilung in diesem Abschnitt konnte der Panzerzug nicht aufnehmen. Am 3. September fuhr der Zug nach Łódź und danach zum Bahnhof von Koluszki. Dort wartete er zusammen mit dem Panzerzug „Bartosz Głowacki“ bis zum 5. September auf weitere Befehle.
Am 5. September zerstörten deutsche Bomber am Bahnhof das Versorgungsdepot des Panzerzuges Śmiały. Am Abend des gleichen Tages begannen polnische Einheiten in diesem Frontbereich mit dem Rückzug. Am Morgen des 6. September fuhren auch die beiden Panzerzüge von Koluszki nach Skierniewice. Die Schäden an den Gleisen verhinderten allerdings die für den 7. September geplante Aufklärung auf der Strecke von Skierniewice nach Łowicz. Am 8. September patrouillierten die zwei Panzerzüge stattdessen auf dem Abschnitt Skierniewice – Żyrardów und fuhren dann über Warschau nach Mińsk Mazowiecki. In Minsk erhielt man den Befehl, nach Siedlce zu fahren, wo die Züge am 10. September eintrafen. Aufgrund der Bedrohung der Stadt fuhren die Züge in der Nacht vom 10. auf den 11. September weiter nach Łuków. Doch am 12. September war auch Łuków bedroht und die Züge zogen sich weiter nach Międzyrzec Podlaski zurück. Unterwegs erhielten sie den Befehl, nach Brześć nad Bugiem zu fahren, wo sie am 14. September eintrafen. Am selben Tag näherte sich das deutsche XIX. Armeekorps der Stadt. Bei Katenborg unterstützte der Panzerzug Śmiały die Infanterie und wehrte die Panzer der 10. Panzerdivision ab. Am Nachmittag besetzte die Wehrmacht den Hauptbahnhof von Brześć und den Zügen wurde befohlen, sich nach Kowel zurückzuziehen. Am 15. September trafen die Panzerzüge dort ein.
Einen Tag später, am 16. September wurden die Züge nach Łuck zurückbeordert. Am 17. September drangen Informationen durch, dass die Rote Armee ebenfalls in Polen einmarschieren würde. Aufgrund dessen beschlossen die Zugkommandanten nach Lwòw durchzubrechen. Man nutzte die Strecke über Łuck und Sienkiewiczówka und am 18. September trafen die Züge in Stojanów in der Region Lwòw ein. Der Panzerzug Śmiały operierte noch am gleichen Tag in der Nähe der von Łyczaków und unterstützte später einen Infanterieangriff auf Sichów und Pirogówka. Am 19. September beschoss der Panzerzug die Ortschaft Zboiska und führte mehrere Angriffe auf Kamionka Strumiłowa durch. Am Abend kehrte der Panzerzug zur Station Podzamcze zurück.
Nach der Kapitulation vor der Roten Armee am 22. September 1939 wurde der von der Besatzung verlassene Zug von sowjetischen Truppen übernommen. Zusammen mit den zwei weiteren Panzerzügen Głowacki und Marszałek wurde der Panzerzug Śmiały in die Rote Armee eingegliedert. Dort erhielt er den Namen BEPO 75 und wurde mit einer sowjetischen Mannschaft unter dem Kommando von Oberleutnant Mieszków besetzt. Der Panzerzug gehörte nun zum 75. Grenzregiment der 10. Division der NKWD-Eisenbahnanlagenschutztruppen und wurde im Raum Rawa-Ruska stationiert.
Als die Wehrmacht am 22. Juni 1941 mit dem Unternehmen Barbarossa in die Sowjetunion einfiel, erbeutete diese auch den Panzerzug BEPO 75. In der Wehrmacht wurde dieser ebenfalls eingegliedert und führte von da an die Bezeichnung Panzerzug Nr. 10. Eingesetzt wurde er hauptsächlich an der Ostfront, unter anderem bei der Schlacht um Stalingrad. Am 10. Juni 1944 wurde auf offizielle Anweisung des Oberkommando des Heeres der Panzerzug Nr. 10 aus den Auflistungen der Kampfeinheiten der Wehrmacht entfernt. Das Schicksal der letzten beiden Artilleriewagen ist jedoch unbekannt.

## Zugpersonal
Besatzung des Zuges bis 1. September 1939
Zugkommandanten
- Oberleutnant (Porucznik) der Artillerie Jerzy Lewakowski (4. – 13. November 1918)[1]
- Hauptmann (Kapitan) Ludwik Hickiewicz (14. – 20. November 1918, schwer verwundet)[1]
- Oberleutnant (Porucznik) Stanisław Małagowski (21. November 1918 – 25. Juli 1919, getötet)[15]
- Leutnant (Podporucznik) Stanisław Biega (ab 25. Juli 1919)[15]
- Hauptmann (Kapitan) Zdzisław Orzechowski

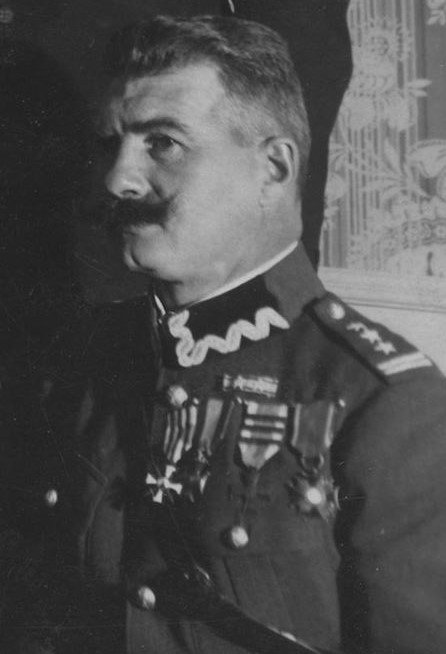
Ludwik Hickiewicz
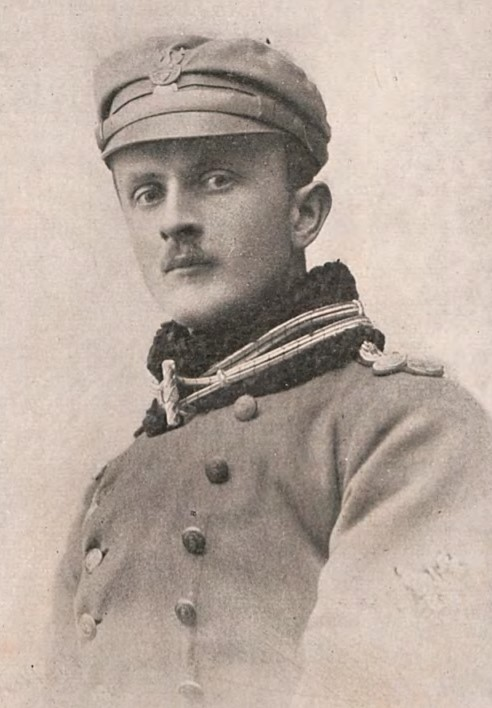
Stanisław Małagowski
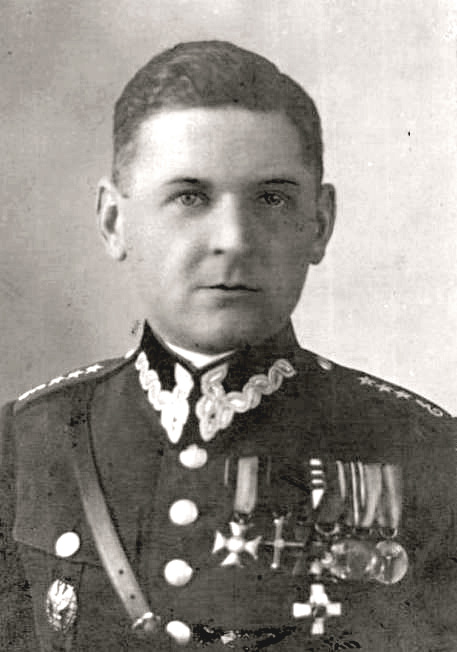
Stanisław Biega

Offiziere
- Leutnant (Podporucznik) Stanisław Hrebenda, stellvertretender Zugkommandant und Artilleriekommandeur (ab November 1918)[1]
- Leutnant (Podporucznik) Karol Hülle, zweiter Artillerieoffizier (ab November 1918)[1]
- Leutnant (Podporucznik) Adam Gusławski, Maschinengewehrkommandant (ab November 1918)[1]
- Leutnant (Podporucznik) Stanisław Biega, technischer Offizier (ab November 1918)[1]
- Hauptmann (Kapitan) der Infanterie Edward Czerny
- Leutnant (Podporucznik) Zygmunt Blumski, Kommandeur der schweren Maschinengewehrgruppe

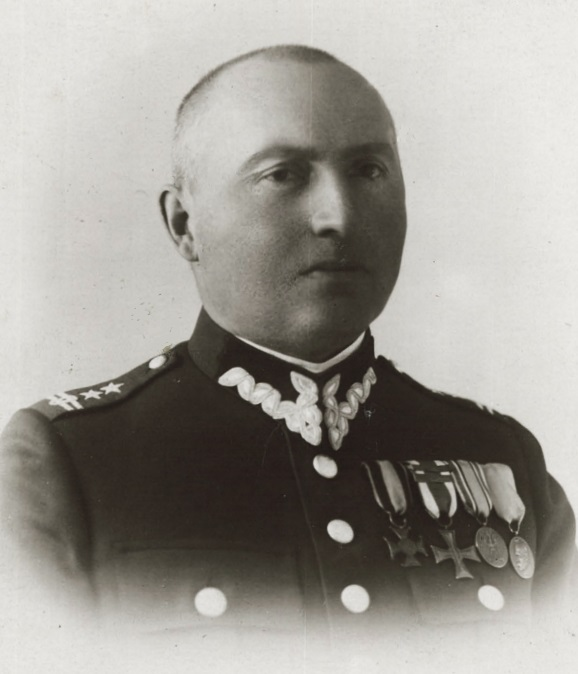
Edward Czerny

Besatzung des Zuges am 1. September 1939
- Zugkommandant: Hauptmann (Kapitan) Mieczysław Malinowski (getötet 1944 in der Normandie)
- Stellvertretender Zugkommandant: Oberleutnant (Porucznik) Wacław Elertowicz
- Funkoffizier: Leutnant (Podporucznik) Marian Patyna
- Kommandeur der ersten Kampfgruppe: Leutnant (Podporucznik) Karol Kulas
- Kommandeur der ersten Kampfgruppe: Leutnant (Podporucznik) Stanisław Dawidowski
- Kommandeur des Draisinenzuges: Feldwebel (Sierżant) Szoryn
- Kommandeur der technischen Gruppe: Leutnant (Podporucznik) Wiktor Jan Piwowarczyk[17]
- Arzt: Leutnant (Podporucznik) der Medizin Zbigniew Capiński[17]

## Zugzusammensetzung

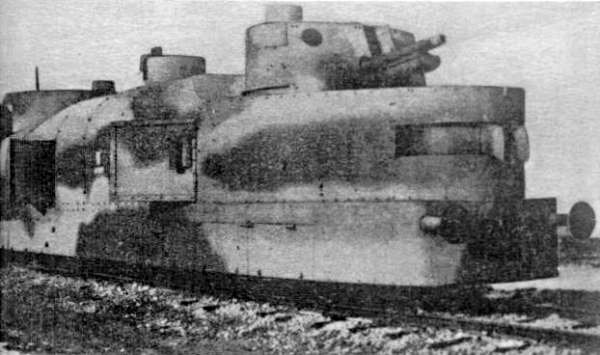
Polnischer Artilleriewagen aus dem Jahr 1939, wie er beim Panzerzug Śmiały genutzt wurde.

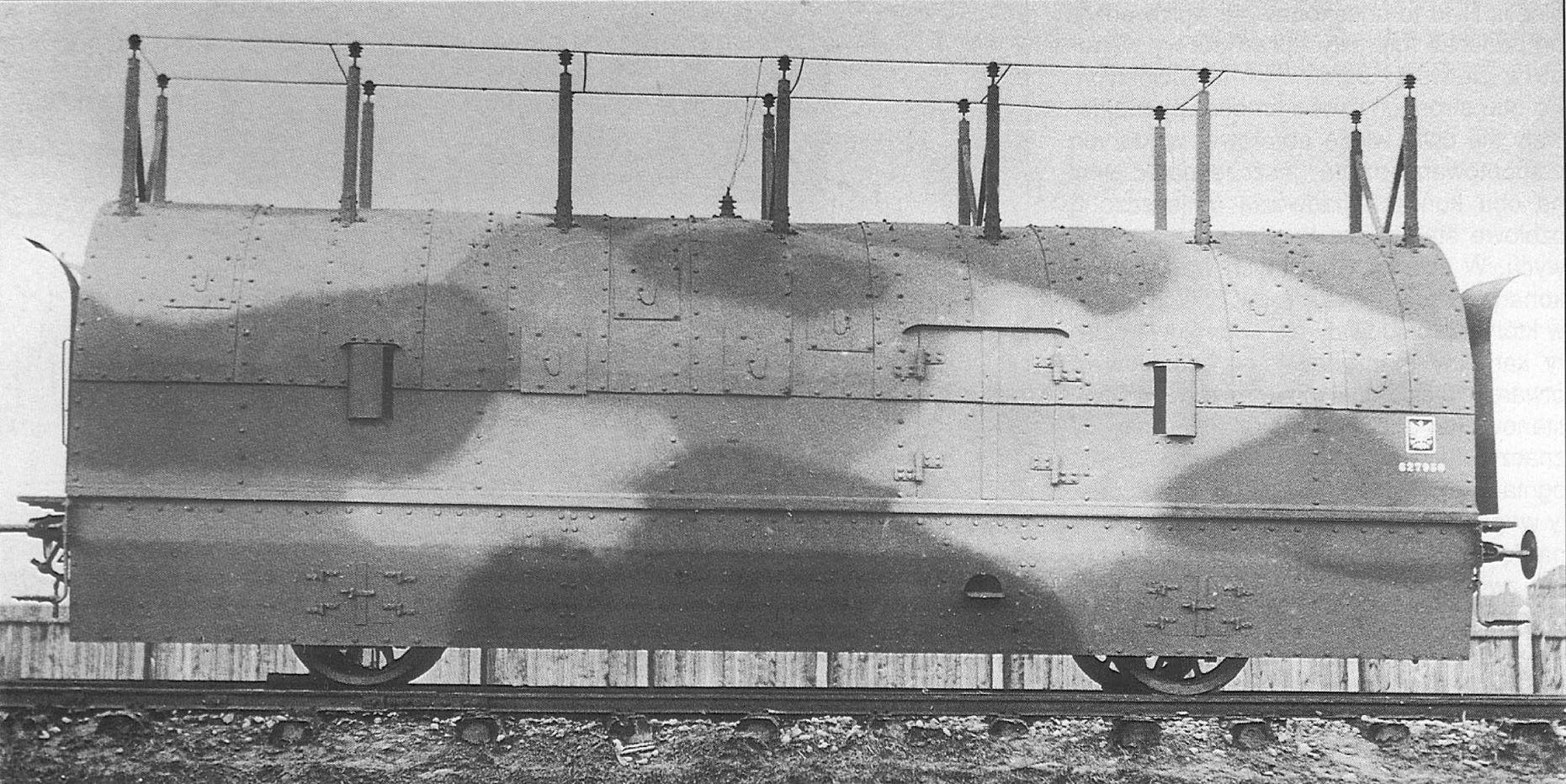
Sturmwagen Nr. 627950

Der Panzerzug Śmiały setzte sich aus folgenden Wagen zusammen:
- 1× Panzerdampflokomotive (PKP OKl12-10) mit Tender 12C1 Nr. 482 (mit Turm Typ Ursus)[18]
- 1× Sturmwagen Nr. 627950 vom Typ „Warschau“, ausgestattet mit einem RKDP/P Funkgerät[18]
- 2× Zwillingsartilleriewagen polnischer Bauart vom Typ III, Nr. 699020 und 699021, jeweils bewaffnet mit 1× 75 mm armata wz. 1902/26 und 10 cm haubica vz. 14/19 Škoda[19]
- 2× Pdks-Platformwagen, jeweils an den enden des Zuges
- 1× Draisinenzug, ausgerüstet mit 2 Panzern Renault FT und 5 Tanketten TK-3

## Gedenkplakette

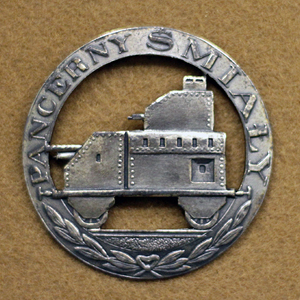
Gedenkplakette und Abzeichen des Panzerzuges Śmiały.

Zum Gedenken an den Einsatz des Panzerzuges und seiner Besatzung und zum Zeichen der Zugehörigkeit wurde ein rundes Abzeichen gefertigt. Es hatte einen Durchmesser von 46 mm, bestand aus 1 mm dickem Metall, welches versilbert und oxidiert wurde. Es war leicht gewölbt und durchbrochen. Oben auf dem Ring befand sich die Inschrift Pancerny Śmiały (deutsch: Panzer Śmiały oder auch gepanzerter Mut). In der Mitte war die Silhouette eines Artilleriewagen abgebildet. Der untere Teil bestand aus nach rechts und links verlaufenden Lorbeerzweigen.

## Verbleib

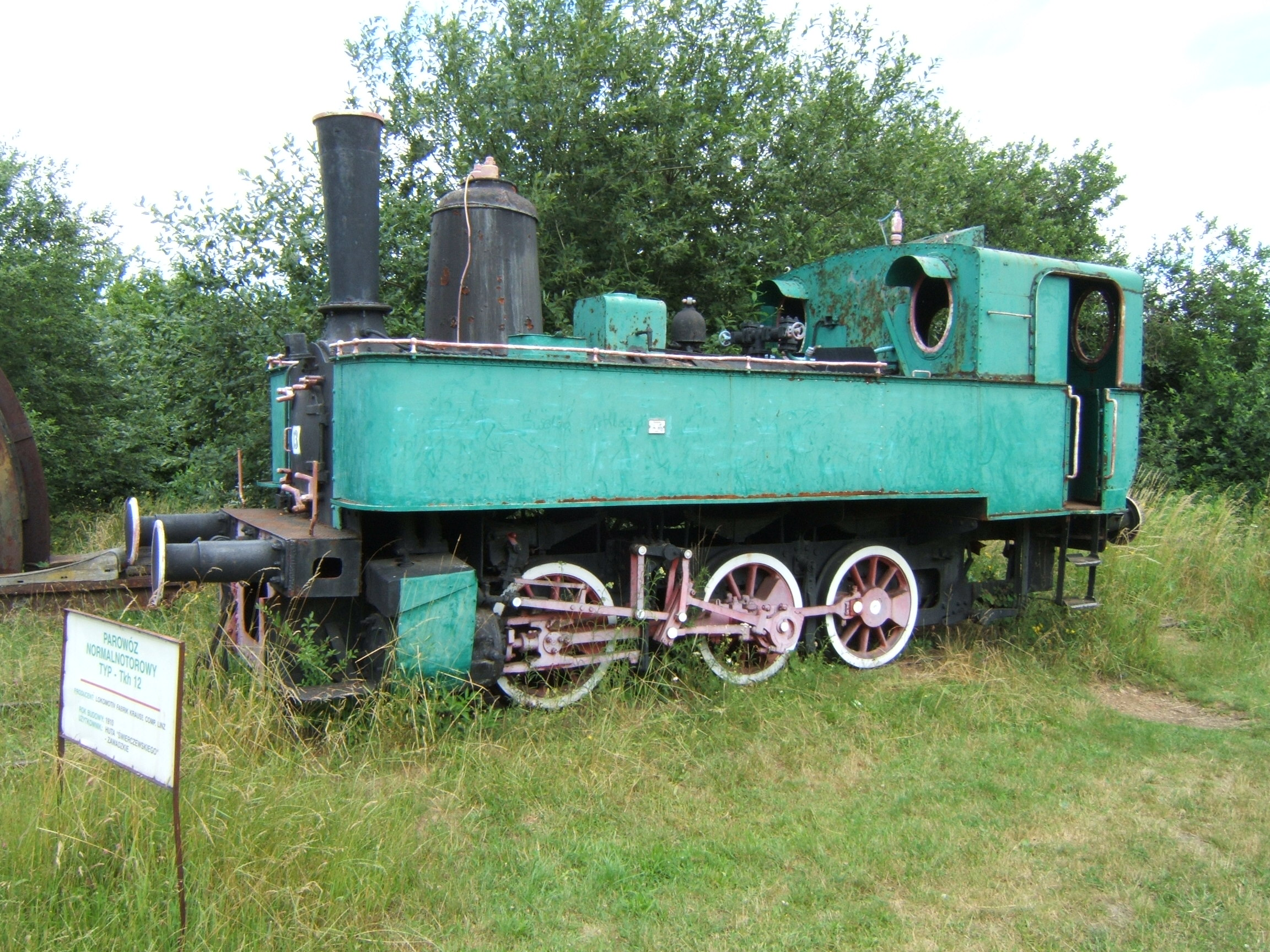
kkStB 97.254 oder TKh12-12 im Museum im Bergbaumuseum Tarnowskie Góry.

Die Dampflokomotive vom Typ kkStB 97 überstand den Zweiten Weltkrieg und wurde von den PKP mit der Betriebsnummer TKh-6322 verwendet. Heute ist sie im Bergbaumuseum in Tarnowskie Góry ausgestellt.
Die Dampflokomotive vom Typ kkStB 229 wurde funktionstüchtig von der Wehrmacht erbeutet und von der Deutschen Reichsbahn mit der Betriebsnummer 75 857 weiter verwendet. Auch nach dem Zweiten Weltkrieg wurde die Lokomotive bis ins Jahr 1955 genutzt.